# Bluesmobile

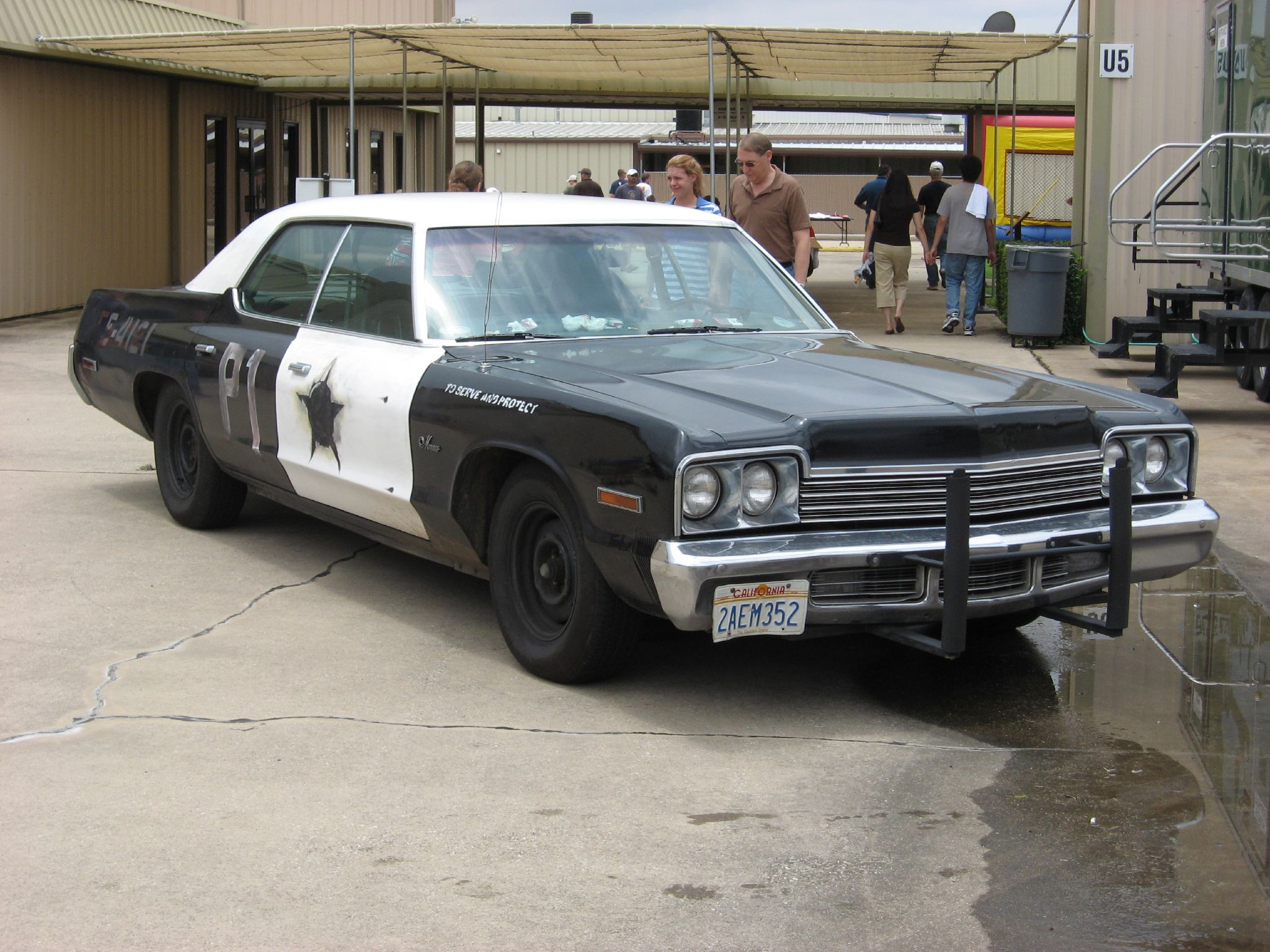
Una replica dell'originale Dodge Monaco Sedan del '74

Bluesmobile è il nome dell'automobile dei "fratelli Blues" (Jake e Elwood), nel film The Blues Brothers della Universal Pictures, girato nel 1980. Viene descritta nel film come un'auto dismessa dalla polizia di Mount Prospect, ma è una Dodge Monaco Sedan del 1974, ex veicolo d'ordinanza della polizia della California, con l'allestimento tipico degli anni settanta.
Nel sequel girato nel 1998 (Blues Brothers: Il mito continua), lo stesso nome venne usato per un'altra auto molto simile, la Ford LTD Crown Victoria del 1990, col medesimo allestimento da auto della polizia (ex ordinanza).

## Caratterizzazione

### Primo film
Nel primo film, l'auto protagonista compare fin dalla prima scena, quando il fratello Elwood (Dan Aykroyd) si reca davanti alla prigione Joliet di Chicago a prendere Jake (John Belushi) che esce dal penitenziario. La Bluesmobile è stata comperata da Elwood Blues ad un'asta del dipartimento di polizia di Mount Prospect, per sostituire la prima Bluesmobile della Band, una Cadillac Sixty Special del 1968 alla quale Jake era affezionato, ma che Elwood aveva barattato per un microfono mentre il fratello Jake era in carcere. Alla vista di questa nuova auto, Jake rimane un po' perplesso e chiede spiegazioni al fratello. Così Elwood inizia a mettere in mostra le "fantastiche" capacità della nuova Bluesmobile, e al consenso del fratello, dice: "Ti credo, è della polizia! Motore truccato, sospensioni rinforzate, paraurti antistrappo, gomme antiscoppio e cristalli antiproiettile. E non c'è neanche bisogno dell'antifurto perché ho collegato tutti i contatti con la sirena." (la versione originale differisce su molti punti: "It's got a cop motor, a 440-cubic-inch plant. It's got cop tires, cop suspensions, cop shocks. It's a model made before catalytic converters so it'll run good on regular gas.", tradotto in: "Ha un motore della polizia, 7200 centimetri cubi di cilindrata. Ha pneumatici della polizia, sospensioni della polizia, paraurti della polizia. È un modello realizzato prima dei convertitori catalitici, quindi funzionerà bene con la benzina normale.").
La Bluesmobile è una vettura ad altissime prestazioni, equipaggiata con l'allestimento per la polizia chiamato "Magnum 440 squad car" (versione speciale della Dodge Monaco per le forze di polizia) che comprendeva tra l'altro il 440 RB di produzione Chrysler, un motore V8 con cilindrata di 440 pollici cubici (7.210 cm³) e potenza di 375 CV (280 kW) a 4.400 giri/min, che equipaggiava anche un'altra famosa automobile della televisione, il Generale Lee.
Benché nel film la Bluesmobile venga accreditata come una ex della polizia di Mount Prospect City, nella realtà i veicoli utilizzati erano mezzi dismessi della California Highway Patrol, ai quali erano stati tolti gli stemmi sulle portiere anteriori, la scritta "Highway Patrol" sul portellone del bagagliaio, le luci rosse lampeggianti anteriori e il numero di pattuglia sul tetto. Vennero però aggiunti uno sbiadito motto "To serve and protect" sui parafanghi anteriori (in luogo del motto "Safety and service" della CHP), una stella a 5 punte e la sigla P1 sulle portiere posteriori. Ma solo questi ultimi elementi sono effettivi della polizia di Mount Prospect City. La scritta sui parafanghi anteriori è scorretta, dato che le originali autopattuglie recavano il nome del dipartimento e non il motto "To serve and protect". Infine la targa, che è dell'Illinois serie 1979 "BDR 529", è un tributo di Aykroyd ai Black Diamond Riders, un club di motociclisti con sede al 529 di Jarvis Street di Toronto.
Nelle caratteristiche tecniche complete, la Dodge Monaco del film è dotata di rostri anteriori e di un faretto di posizione sul montante anteriore sinistro. La Bluesmobile, nel film, ha la capacità di eseguire evoluzioni apparentemente impossibili, come saltare sopra un ponte mobile alzato, fare salti mortali all'indietro e perfino "volare" per brevi tragitti.
Nell'originale versione di 142 minuti (disponibile in DVD) è presente una scena in cui Elwood parcheggia la Bluesmobile in una centrale elettrica utilizzata per alimentare i treni sopraelevati di Chicago ed in sottofondo si può sentire il ronzio dei trasformatori. Nel documentario "Stories Behind the Making of the Blues Brothers", Dan Aykroyd (Elwood) affermò che tale scena voleva dare l'idea che la Bluesmobile assorbisse in qualche modo l'energia elettrica di quella centrale, giustificando così le straordinarie evoluzioni della quale era capace. Nella versione che circolò nelle sale all'epoca, il regista John Landis tagliò questa sequenza per accorciare la durata del film, benché essa fosse presente nell'originale anteprima di 142 minuti, che comprendeva anche altre scene successivamente escluse. Landis motivò il suo taglio con il fatto che non c'era necessità di spiegare il perché dei poteri dell'auto, per lui era semplicemente un'"auto magica".
Riguardo all'aspetto, essa appare come un veicolo trasandato, poco curato, al quale mancano le coppe delle ruote e addirittura la "D" centrale del marchio Dodge. Landis confermò anche che, nella preparazione dell'auto, Aykroyd s'impegnò particolarmente nel cercare di renderla il più rozza possibile, infilando pacchetti di sigarette Chesterfield nel cruscotto e installando una comune autoradio in luogo del vecchio CB, aiutato in questo dai tecnici addetti alla messa a punto del veicolo.
L'auto risulta sgradita alla polizia: gli agenti dell'Illinois, Daniel e Mount, ad esempio, si riferiscono ad essa come "that shitbox Dodge" (quella merdosa Dodge). Inoltre, per motivi di diritti di utilizzo, nel film non viene mai citata con il suo nome corretto, cioè Dodge Monaco Sedan, ma solo come "A black and white 1974 Dodge sedan" (reso in italiano come "una berlina Dodge bianca e nera del '74"), senza mai citare il nome Monaco.
Landis ha affermato che la scena dell'inseguimento sotto la ferrovia sopraelevata, nel quale viene mostrato brevemente il tachimetro che indica 120 miglia orarie (circa 193 km/h) fu davvero filmata a quella velocità. Dopo la prima ripresa, rivedendo la scena in sala di montaggio, Landis si rese conto che sembrava velocizzata e che non c'erano elementi che permettessero di dimostrare che le auto andavano veramente a tale velocità. Per rimediare, il regista girò nuovamente le scene poco credibili, inserendo dei pedoni ai lati della strada che camminavano, per convincere gli spettatori che ciò che stavano vedendo non era una scena accelerata artificialmente, ma una reale ripresa dal vivo, con una trentina di veicoli della polizia che viaggiavano tutti sopra le 100 miglia orarie. Particolare non da poco, il sindaco di Chicago e l'amministrazione non vennero informati di questa cosa. Credendo che la scena sarebbe stata girata ad una velocità decisamente inferiore, concessero il permesso. Quando le riprese furono girate, sorsero un po' di problemi perché la pericolosità della scena era davvero elevata. Ad ogni modo, nessuno si fece male, e la sequenza è stata inserita integralmente nel film.
Dopo l'estenuante fuga dal loro concerto, un viaggio di 106 miglia fino a Chicago e un'imprecisata distanza percorsa sulle strade della città, braccata dalla polizia e dai Neo-Nazi, la Bluesmobile cede pochi secondi dopo l'arrivo al Richard J. Daley Center, lasciando perplessa perfino una copia de Il pensatore posta sopra l'edificio. Nell'osservare il veicolo in pezzi, Elwood toglie il cappello in segno di lutto e pare rattristarsi parecchio, fino a che il fratello non lo scuote costringendolo a riprendere la fuga. Da segnalare che l'ultima scena con l'auto, dove la Bluesmobile entra all'interno del Daley Center spaccando una vetrata, per poi uscire dall'altra parte spaccandone una seconda, fu realmente girata in quell'edificio di Chicago. La produzione ottenne un permesso speciale per effettuare quella scena (con lo stuntman Tommy Huff al volante) e dovette logicamente pagare i danni apportati alle vetrate.
Nel film sono state utilizzate 13 distinte auto per rappresentare la Bluesmobile, alcune assettate per la velocità e altre per eseguire salti o manovre spettacolari, a seconda delle necessità. Una di esse fu realizzata al solo scopo di cedere al suo arrivo al Daley Center. Un meccanico impiegò parecchi mesi a preparare l'auto per quella scena. La produzione si servì di un'autorimessa aperta 24 ore su 24 per riparare le numerose auto utilizzate nel film.
Durante la lavorazione del film James Brown si separò dalla carovana di veicoli della produzione e guidò una delle Bluesmobile per oltre 100 miglia a ovest sull'Interstate 80, fino a Spring Valley, Illinois. Quando si fermò a una stazione di servizio per chiedere indicazioni, fu arrestato dalla polizia locale per mancanza di patente di guida valida. Inoltre l'auto, irregolare e con targa finta, fu requisita e la produzione dovette affrontare un lungo procedimento legale per farsi restituire il veicolo ed ottenere il rilascio di Brown, con il regista John Landis che fu più preoccupato per la macchina che per l'attore.
La Bluesmobile precedente, che viene citata nel film senza essere mostrata, sarebbe secondo lo script originale una Cadillac Fleetwood Brougham del '68, di colore nero. Compare invece una sua "cugina" molto stretta, ossia la Cadillac Sedan Deville del '67 usata da Murph and The Magic Tones, di colore rosa. Si deduce che, prima che fosse sciolta, la band aveva delle automobili di ordinanza, con le quali viaggiavano durante le tournée, e che erano tra loro simili per creare un senso di "ordine e organizzazione", come professa Elwood nel secondo film riferendosi al completo da indossare e agli atteggiamenti da assumere.
Il film all'epoca entrò nel Guinness dei Primati per il "maggior numero di auto distrutte in una sola pellicola", e fu sorpassato dal suo stesso seguito nel 1998.

### Secondo film
Nel 1998, con il seguito Blues Brothers: Il mito continua, il nome "Bluesmobile" è stato ripreso per un'altra ex auto della polizia, una Ford LTD Crown Victoria del 1990. Il modello montava un motore 351 ci V8 Windsor (5.751 cm³) da circa 190 cavalli di potenza, cambio automatico a 4 rapporti e allestimento per polizia comprendente rostri, griglia divisoria nell'abitacolo e faretti sui montanti anteriori. La livrea utilizzata è il canonico "Black & White" molto diffuso nei dipartimenti di polizia americani. La targa originale è Illinois BKV 974.

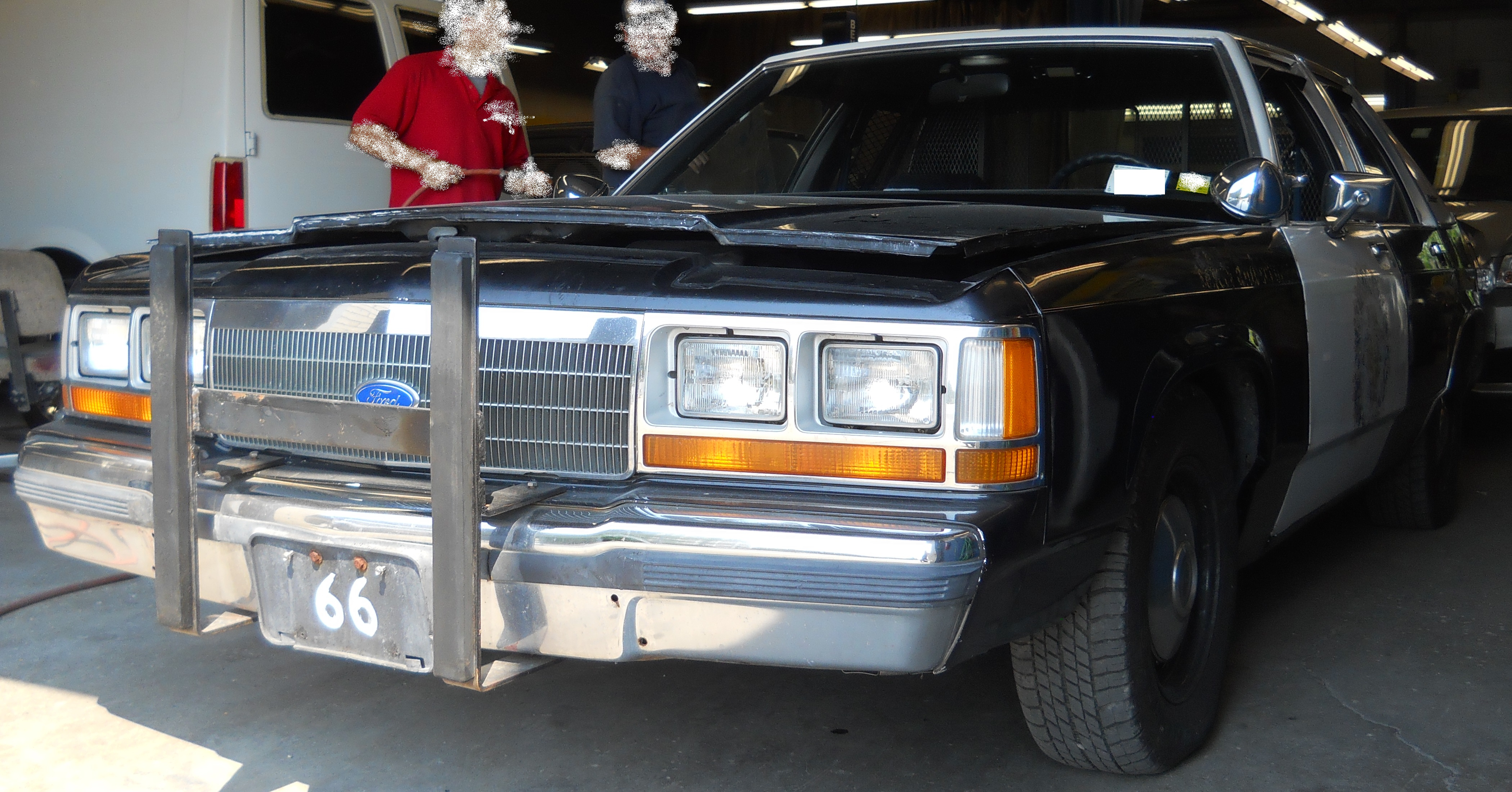
Una delle Ford LTD Crown Victoria utilizzate per le riprese

In questo caso il modello è molto vicino a uno della California Highway Patrol, unità canina K9, con motto "safety and service" sui parafanghi anteriori. Nelle riprese, sono stati usati circa 17 esemplari diversi; alcuni di essi sono attualmente in vendita sul web. Secondo le intenzioni del regista e di Dan Aykroyd stesso, la nuova Bluesmobile doveva essere ancora più esagerata della prima, nonché, come nel primo episodio, essere in grado di tenere testa alla polizia giocando con le stesse armi. Se nel precedente film era stata scelta una Dodge Monaco perché l'auto più potente nel parco macchine della polizia USA, nel secondo non poteva che essere una Ford Crown Victoria, ossia la più diffusa auto della polizia degli anni novanta, anche in seguito all'uscita di scena sia della GM che della Chrysler dal settore delle enormi "full-size" con allestimento da polizia degli anni precedenti. Inoltre la Crown Vic era stilisticamente molto simile alla Monaco, creando quindi una certa familiarità con l'"antenata".
Elwood Blues l'acquista nell'autosalone di Malvern Gasperon a Chicago per la cifra di 500 dollari (rubati al fratellastro Cabel Chamberlain). Con questa nuova vettura, il protagonista si esibisce in evoluzioni e acrobazie ancora maggiori del primo film. Riesce a farla girare come una trottola senza un'apparente spiegazione, la utilizza come sommergibile attraversando il Mississippi nelle sue profondità, la controlla con un radiocomando a distanza come quello per le auto giocattolo e infine le fa compiere un salto di un centinaio di metri, oltrepassando un cantiere con lavori in corso. In quella stessa sequenza, viene anche battuto il record (precedentemente appartenuto al primo film della serie) di maggior numero di auto distrutte, con una sessantina di Ford Crown Victoria, Ford Taurus, Chevrolet Caprice e Chevrolet Lumina accartocciate una sopra l'altra in una sorta di pasticcio di auto.
Non apprezzata come la precedente Bluesmobile, la Ford LTD Crown Victoria è passata piuttosto inosservata, accusata anche di essere una brutta copia dell'originale. Addirittura, al contrario della prima, per la quale sono state realizzate decine di versioni in scala, della Vic apparsa nel film esiste una sola versione prodotta dalla Johnny Lightning in scala 1:64 (la più piccola). Ad ogni modo, parecchi musei di auto del cinema la ricordano con versioni molto dettagliate dell'originale del film. Inoltre, essendo la Crown Vic uno dei modelli più apprezzati negli Stati Uniti, molti fanno a gara per accaparrarsi su internet una versione corrispondente a quella di Elwood, proponendola nella ben nota livrea bianca e nera.

## Influenza culturale

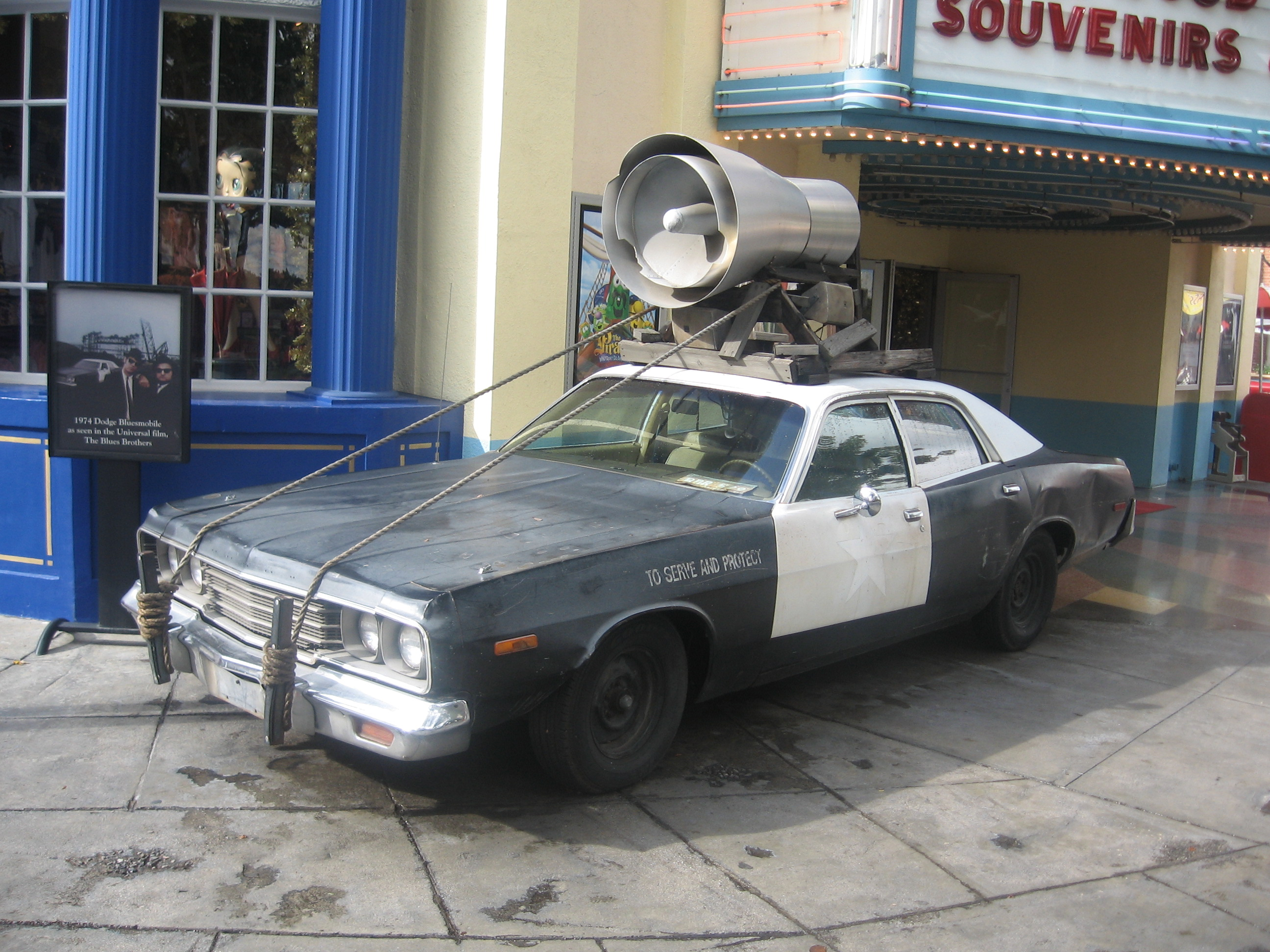
Dodge Coronet del '74 adibito a Bluesmobile agli Universal Studios Hollywood

Due delle Bluesmobile utilizzate durante le riprese del film sono visibili presso gli Universal Studios di Los Angeles. Una è visibile nel museo delle auto che si visita passandoci con il trenino che effettua il tour degli studios, insieme ad altre auto utilizzate in altri film della Universal Studios.
La sosta che effettua il trenino è solo di qualche secondo e non si può scendere, quindi ci si limita ad osservarla da qualche metro.
Si può però osservare da vicino e toccare con mano una Dodge Coronet del '74 "vestito" da Bluesmobile (l'originale era una Dodge Monaco Sedan '74, non un Coronet), con installato sopra il tetto un megafono, come quello utilizzato per promuovere il concerto al Palace Hotel. La si trova presso il Blues Brothers Theatre che si incontra appena entrati negli studios. Inoltre, molte repliche della Bluesmobile sono state costruite da appassionati di tutto il mondo e, in alcuni casi, si tratta di repliche veramente accurate, che non tralasciano nemmeno un particolare dell'originale usata da Elwood.